# Ingrid Almqvist
Ingrid Margareta Almqvist (Göteborg, 10 ottobre 1927 – 9 novembre 2017) è stata una giavellottista e pallamanista svedese.

## Biografia
In carriera prese parte a tre edizioni dei Giochi olimpici estivi: a Londra 1948 si classificò decima nel lancio del giavellotto, a Melbourne 1956 arrivò in quinta posizione, mentre a Roma 1960 non superò i lanci di qualificazione, concludendo al quattordicesimo posto.
Partecipò anche a due campionati europei, Bruxelles 1950 e Stoccolma 1958, dove si classificò rispettivamente ottava e nona.
Fu quindici volte campionessa nazionale svedese del lancio del giavellotto tra il 1947 e il 1964 e, oltre all'atletica leggera, era anche una grande giocatrice di pallamano, tanto che vestì la maglia della nazionale in undici partite.

## Palmarès
| Anno | Manifestazione  | Sede      | Evento                 | Risultato     | Prestazione | Note |
| ---- | --------------- | --------- | ---------------------- | ------------- | ----------- | ---- |
| 1948 | Giochi olimpici | Londra    | Lancio del giavellotto | 10ª           | 37,26 m     |      |
| 1950 | Europei         | Bruxelles | Lancio del giavellotto | 8ª            | 38,21 m     |      |
| 1956 | Giochi olimpici | Melbourne | Lancio del giavellotto | 5ª            | 49,74 m     |      |
| 1958 | Europei         | Stoccolma | Lancio del giavellotto | 9ª            | 46,90 m     |      |
| 1960 | Giochi olimpici | Roma      | Lancio del giavellotto | elim. qualif. | 47,67 m     |      |

## Campionati nazionali
- 15 volte campionessa svedese del lancio del giavellotto (1947, dal 1949 al 1952 e dal 1954 al 1964)